# 슈티프퉁 바렌테스트
슈티프퉁 바렌테스트(Stiftung Warentest, 직역하면 "재단법인 제품평가"란 뜻이다)은 독일의 소비자 보호 기관이다. 이 기관은 국가의 재정지원을 받아, 각종 서비스와 제품의 질을 평가, 비교하는 일을 한다. 1964년 12월 4일 독일연방정부의 출원에 의해 재단법인으로 창립되었으며, 베를린에 있다.

## 설립

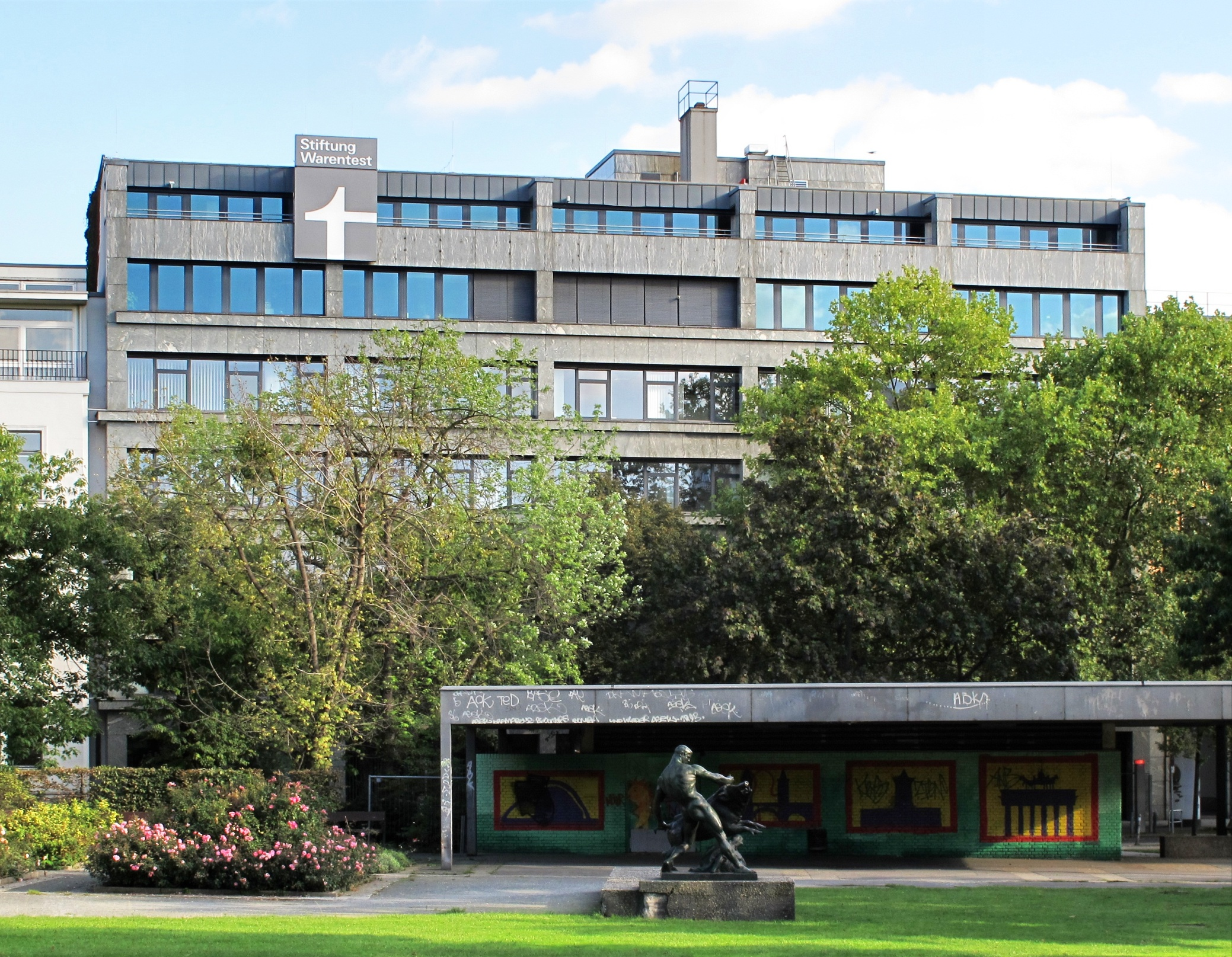
슈티프퉁 바렌테스트

제품평가 재단의 설립은 오랫동안 논의되어 오다가, 1962년 10월 9일 아데나워 총리의 정부정책 발표와 1964년 9월 16일 정부의결로 결정되었다. 슈티프퉁 바렌테스트는 독일연방공화국을 대신한 연방경제 장관 쿠르트 슈묵커에 의해 재단법인으로 설립되었으며, 그 때부터 활동을 시작했다.

## 발전
1966년 첫 테스트 결과를 담은 잡지가 21만부 판매되었다. 1967년 4월 구독자수가 급격히 늘어나 정기구독가 1만명이 이르렀다. 1968년부터는 소매점 판매가 시작되면서, 정기구독자와 직구매자에게만 배달을 하기 시작했다. 1968년 처음으로 조사결과에 품질에 등급("좋음"에서 "불만족")을 부여하기 시작했다.
1969년 11월 스키 바인딩에 대한 평가 결과를 발표했고, 여기에서 한네스 마르커의 바인딩 3종류가 "불만족" 등급을 받게 된다. 이에 해당 회사는 슈티프퉁 바렌테스의 조사결과에 대해 소송을 제기해 연방법원까지 가지만 1975년에 최종적으로 패소한다.
테스트 결과를 널리 알리기위해 1968년부터 다른 신문과 잡지에도 무료로 제공하기 시작했다. 무료제공 정책은 곧 철회되고, 1970년부터 다시 테스트 결과를 담은 잡지가 소매점에서 다시 판매되기 시작했다. 굵직한 이벤트로 인지도는 더 올라갔다. 예를 들어 1973년 유모차의 안전도 조사 결과 예상보다 많은 제품에서 나쁜 결과가 나오자 베를린의 번화가인 쿠담에 조사결과를 공개는 이벤트를 벌이기도 했다.
1985년 헤이젤 참사이후 재단은 18개 분데스리가 축구경기장의 안전도를 조사하기도 했다. 그 결과 8개 구장이 "매우 위험" 등급이 나오기도 했다.
1988년 목재분쇄기 제조회사가 독일산업표준보다 높은 수준의 안전기준을 요구한 재단을 연방법원에 제소했다. 연방법원은 재단은 독일사업표준에 부족한지 여부를 조사하는 것으로 제한해야 한다고 판결했다.
1997년부터 www.test.de에서 온라인으로도 조사결과를 담은 잡지를 공개하고 있다.

## 임무과 의미
재단의 임무는 한편으로 유용성과 기능성, 친환경성등의 객관적 지표를 비교하고, 다른 한편으로 소비자에게 어떻게 하면 건강에 좋고, 친환경적인 소비를 할 수 있는지를 교육한다.
재단의 인지도와 독립성, 신뢰도로 소비자들의 소비행위에 많은 영향을 주고 있다. 좋은 평가를 받은 제품의 경우 포장지나 광고에 등급을 표시한다. 한면 성적이 나쁜 경우 판매부진으로 이어지고, 가끔 해당 기업을 재단에 소송을 제기하도 한다. 1년에 10건 정도 소송이 제기되며, 대부분 재단의 승리고 끝난다.
재단의 재정은 주로 출판물의 판매로 이루어진다. 테스트 결과를 게재한 《테스트》지(연간 50만부)와 《재정테스트》(25만부), 기타 여러 출판물 수입으로 재정을 충당한다. 출판물 수입외에 연방식품농업소비보호부의 지원도 받고 있다. 2010년 출판사업으로 3950만 유로의 수입을 얻었고, 연방정부에서 55만유로의 지원을 받았다. 이러한 재정수입을 바탕으로 출판물에는 광고를 게재하지 않고 있다. 광고로 재단의 중립성이 훼손될 수도 있기 때문이다.

## 조사활동
슈티프퉁 바렌테스트는 연간 200품목 이상의 제품과 서비스를 비교조사한다. 2002년부터 슈퍼마켓에서 주간 기획상품에 대해서 조사후 온라인이 발표하고 있다. 2004년부터 몇몇 조사에서 조사대상 기업의 사회적 책임(Corporate Social Responsibility, CSR)부분도 살펴보고 있다.약품테스라는 제목으로 175개 사용분야의 9000개 약품에 대한 정보를 제공하고 있다.
재단은 상품 선별과 검사를 위해 전문가들을 고용하고 있다. 모든 조사계획은 규정에 따라 자문위원회의 의결을 거치고, 소비자대표와 서비스 및 제품 공급자, 중립적인 전문가로 구성된 전문자문위원회의 논의를 거친다. 테스트는 재단이 직접하지 않고, 외부의 중립적 검사기관에 위탁한다. 테스트 견본은 기업이 제공하는 견본품이 아니라 매장에서 구입한 것을 사용한다. 평가 결과를 바탕으로 재단이 등급을 부여하고 검토와 이의 제기를 위해 공급자들에게 먼저 공개한다. 편집진은 테스트 결과를 읽기 좋도록 편집하는 일을 한다.
테스트에 사용된 제품은 제품에 손상이 없는 경우 연 4회 베를린에서 경매로 매각한다.
지금까지 재단은 85000개의 상품과 1800개의 서비스에 대해 5000회 걸친 테스트를 진행 했다.(2010년 12월 현재)

### 결과의 온라인 공개
슈티프퉁 바렌테스트의 웹사이트에는 2000년 초부터 실시한 테스크 결과가 나와 있다. 월 8-10개의 테스트 결과가 간단한표 형태로 무료 제공된다. 자세한 테스트 결과를 보려면 25센트에서 2.50유로를 내야한다. 광범위한 자료에 (예를 들어 어린이 카시트, 캠코더, 디지털카메라,TV, 핸드폰, 펀드, 보험, 약품, 이자 등)의 경우 5유로까도 한다.

### 평가 등급
슈티프퉁 바렌테스트의 등급은 독일 학교의 성적체계와 같다.
- 0,5–1,5: 매우 우수
- 1,6–2,5: 우수
- 2,6–3,5: 보통
- 3,6–4,5: 좋은편은 아님
- 4,6–5,5: 부족함

## 기구
정관에 따르면 슈티프퉁 바렌테스트는 3개의 기구를 두고 있다. 대표단은 재단의 운영과 법률적으로 재단을 대표한다. 행정위원회는 7명으로 구성되며 재단의 활동을 감시한다. 자문위원회는 18명으로 구성되고 대표단과 행정위원회를 자문하는 역할을 한다.